# Alt-Mariendorf (métro de Berlin)
Alt-Mariendorf est une station de la ligne 6 du métro de Berlin, dans le quartier de Mariendorf. Elle est le terminus sud de la ligne 6.

## Géographie
La station se situe dans la rue Alt-Mariendorf, près du Mariendorfer Damm, au croisement de Reißeckstraße et de Friedenstraße.

## Histoire
La ligne ouvre le 28 mars 1966 dans le cadre de l'extension de la ligne CII au-delà de Tempelhof. La ligne prend le nom de ligne 6 le même jour.
Une extension de la ligne 6 n'est pas prévue.

## Correspondances
La station de métro est en correspondance avec des stations d'omnibus de la Berliner Verkehrsbetriebe.